# Chad Smith's Bombastic Meatbats
I Chad Smith's Bombastic Meatbats sono un gruppo funk rock strumentale statunitense formatosi a Los Angeles, in California, nel 2008. È composta dal batterista dei Red Hot Chili Peppers Chad Smith, il chitarrista dei Cosmosquad Jeff Kollman, il bassista di Ted Nugent Kevin Chown ed il tastierista Ed Roth.

## Discografia
- 2008 - Meet the Meatbats
- 2010 - More Meat

## Soprannomi
Ai membri del gruppo sono stati attribuiti i seguenti soprannomi:
- The Big Galute (Chad)
- The Wrench (Richard)
- Worker Bee (Jeff)
- Bubbles (Kevin)

## Formazione
- Chad Smith - batteria, percussioni
- Jeff Kollman - chitarra
- Kevin Chown - basso
- Ed Roth - tastiere